# Tour d'Alvaux
La tour d'Alvaux ou tour del Vaux, dite aussi tour des Sarrasins, est un donjon d'habitation de plaine de la fin du XIIe siècle situé à Nil-Saint-Vincent-Saint-Martin, village de la commune belge de Walhain, en province du Brabant wallon.

## Localisation
La tour se dresse au lieu-dit Fosse-la-Vaux, entouré d'un terrain marécageux cerné par deux petits bras de la rivière Orne.
Elle se situe actuellement dans un camping de la rue Val d'Alvaux, à l'extrémité nord-ouest du territoire du village de Nil-Saint-Vincent-Saint-Martin, contre le village de Mont-Saint-Guibert.

## Historique
Ce donjon de plaine semble, d'après les archives, avoir été construit peu après 1199 pour une branche cadette de la famille des seigneurs de Walhain. 
En 1199, l'abbesse Berthe de Nivelles vend à Arnould de Walhain une terre inculte sur laquelle ce dernier décide d'ériger une maison forte qui servira de résidence à plusieurs générations de Walhain,. 
Le donjon est construit avant 1217, ainsi qu'un moulin à eau. Le domaine reste en possession des Walhain jusqu'en 1472.
Le site est aménagé en camping depuis 1970.

## Classement
La tour fait l'objet d'un classement au titre des monuments historiques depuis le 20 octobre 1989 sous la référence 25124-CLT-0005-01.